# Kriminalmuseum Fürth

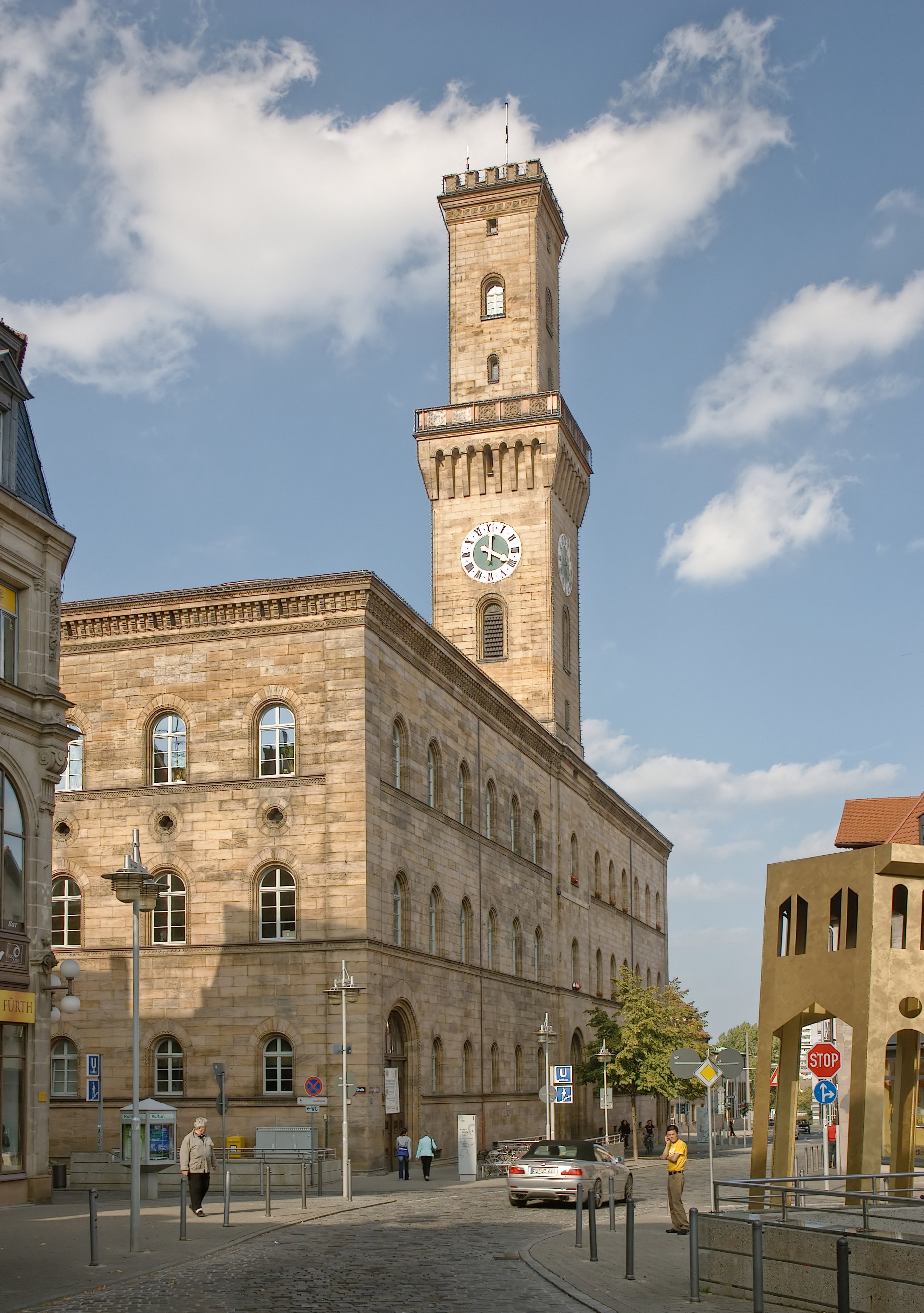
Das Fürther Rathauses. Das Tor an der vorderen Gebäudeecke ist der Eingang zum Kriminalmuseum

Das Kriminalmuseum Fürth behandelt die über 200 Jahre Kriminal- und Polizeigeschichte der Stadt Fürth. Es befindet sich in einem Kellergewölbe des Fürther Rathauses.  

## Geschichte und Beschreibung
Die feierliche Eröffnung des Kriminalmuseum Fürth fand am 22. September 2010 im Sitzungssaal des Fürther Rathauses und anschließend in den Museumsräumen statt. Das Museum befindet sich in einem Kellergewölbe des Fürther Rathauses in der Brandenburger Straße auf einer Fläche von 200 m².
Die Besucher können sich ein Bild machen vom Aufbau der Polizei- und Justizkommission durch Karl August von Hardenberg und von der Polizeigewalt im Königreich Bayern. Per Gemeindeedikt von 1818 wurde Fürth zur Stadt I. Klasse und erhielt die Zuständigkeit über die Polizei. Die Pickelhauben-Ära, die Schaffung des Staatspolizeiamtes Nürnberg-Fürth im Jahr 1921, die Umfunktionierung der bayerischen Polizei zur Reichspolizei und die Neuorganisation nach dem Zweiten Weltkrieg, ein Hürdenlauf durch die sich ständig verändernde Organisation. Daneben wird Einblick in spektakuläre Kriminalfälle in der Zeit von 1849 bis zum Mordfall „Carla“ im Jahr 1998 gewährt und die Kriminaltechnik sowie die Aufgabe der Rechtsmediziner vorgestellt. Am begehbaren „Tatort“ schlüpft der Besucher in die Rolle von Kriminalbeamten, die nach Spuren suchen, bekommt erklärt, wie sie gesichert werden und welche Aussagekraft sie haben. Die Themeninsel Rechtsradikalismus soll insbesondere Jugendliche aufklären. Neben einem Drogenlabor können in Vitrinen Waffen, Falschgeld und Dienstgradabzeichen sowie alte Dokumente betrachtet werden. Auch eine Vielzahl an Uniformstücken aus der Stadtpolizei-Ära, darunter Kradanzug der Verkehrspolizei aus den 60er Jahren ist zu sehen.
Träger ist der Verein zum Betrieb und zur Förderung des Fürther Kriminalmuseums sowie zur Förderung sonstiger Präventionsprojekte e.V.

## Einzelnachweis
1. ↑  Impressum des Kriminalmuseums Fürth. In: Kriminalmuseum-Fuerth.de. Abgerufen am 1. Juli 2024.

Koordinaten: 49° 28′ 36,7″ N, 10° 59′ 20,3″ O